# Creusa (filha de Príamo)

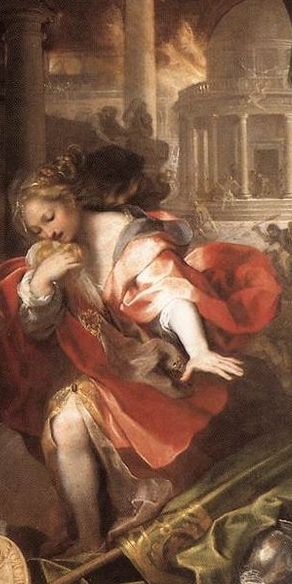
Creusa após a queda de Troia, detalhe de uma tela de Federico Barocci (1598), na Galeria Borghese

Creusa (do grego antigo Κρέουσα, transl. Kréousa) era filha de Príamo e de Hécuba, primeira esposa de Eneias, nora da divina Vênus e mãe de Ascânio. 
Sua sorte depois da queda de Troia varia conforme as tradições. Alguns autores fazem dela uma cativa, outros a colocam entre os troianos que conseguiram fugir da cidade. Virgílio propõe ainda outra versão: Creusa não deixou Troia com Eneias. Assim, o herói ficou livre para sua aventura com Dido e para esposar Lavínia, filha de Latino, na Itália.
Quando Anquises, pai de Eneias, recusou-se a partir de Troia em chamas, o herói troiano quis voltar ao combate contra os aqueus, resolvido a lutar até o fim. Creusa tentou impedi-lo, agarrando-se a ele e estendendo o pequeno Ascânio ao pai. Então um prodígio em forma de chama se manifestou sobre a cabeça do menino, e Anquises, interpretando-o como sinal de Júpiter, decidiu acompanhar o filho.
Quando saíram de Troia, Creusa caminhou atrás do grupo. Enquanto se dirigiam ao templo de Ceres, os fugitivos imaginaram ouvir um barulho de passos, que o velho Anquises interpretou como sendo de inimigos lançados em sua perseguição. No ponto de encontro, Eneias percebeu que Creusa havia desaparecido misteriosamente.
Apesar dos riscos, partiu em busca da mulher. Creusa lhe apareceu então como uma sombra, lembrou-lhe a vontade dos destinos e garantiu-lhe que chegaria à Itália, depois de muitas privações, onde estariam reservados para ele a prosperidade, um reino e uma esposa real. Disse que estava feliz por ter escapado à escravidão, para seguir a mãe dos deuses, Cibele, e depois desapareceu.